# Mouvement des citoyens pour le changement
Le Mouvement des citoyens pour le changement (MCC) est un parti politique belge francophone d'inspiration personnaliste, composante du Mouvement réformateur (MR). 
Le MCC a été fondé en 1998 par Gérard Deprez, ancien président du Parti social-chrétien, aujourd'hui devenu Les Engagés, entré en désaccord avec la majorité des membres de son précédent parti.
La présidente du MCC est la députée fédérale Marie-Christine Marghem. Gérard Deprez est vice-président du MR.

## Situation européenne
Le MCC est un membre fondateur du Parti démocrate européen et Gérard Deprez en est le délégué général.
À la suite des élections européennes de 2014, le MCC a un député européen : Gérard Deprez. Il siège au sein de l'Alliance des démocrates et des libéraux pour l'Europe. Après les élections de mai 2019, il ne siège plus au Parlement européen

## Histoire
Avant l'élection de mai 2014, certains cadres liégeois décident de revenir au cdH. Ils se sentaient exclus de la composition des listes par la composante strictement libérale du MR.
Entre octobre 2014 et octobre 2020, le MCC a une ministre fédéral au sein des gouvernements Michel I et II puis Wilmès I et II : Marie-Christine Marghem, ministre fédérale de l'Énergie, de l'Environnement et du Développement durable. Il dispose également d'un député fédéral : Jean-Jacques Flahaux jusqu'en 2019. 
Marie-Christine Marghem redevient députée fédérale en octobre 2020, puis sénatrice le 3 juillet 2024.

## Personnalités du MCC
- Gérard Deprez, député européen de 1984 à 2009 et de 2014 à 2019 et sénateur de 2010 à 2014, fondateur principal du MCC.
- Jean-Jacques Flahaux, député fédéral jusqu'en 2019 et bourgmestre de Braine-le-Comte jusqu'en 2015.
- Nathalie de T'Serclaes, sénatrice de 1999 à 2007, ancienne présidente du MCC.
- Richard Fournaux, bourgmestre de Dinant de 1995 à 2018[4], député provincial de Namur.
- Marie-Christine Marghem, ministre fédérale de l'Énergie et du Climat de 2014 à 2020 et députée fédérale depuis 2003, présidente du MCC depuis 2020.